# Collada de Pueres
La Collada de Pueres és una collada situada a 1.186,7 metres d'altitud en el terme municipal de Conca de Dalt (antic terme d'Hortoneda de la Conca), al Pallars Jussà, en territori del poble d'Hortoneda.
Es troba a migdia del Serrat de Fosols, al qual enllaça amb la Serra del Banyader. És a llevant del barranc de la Coma de l'Olla i a ponent de la llau de Segan.